# Деблинг
Деблинг је деветнаести округ града Беча.